# Naamloze vennootschap
Pour les articles homonymes, voir NV.
Naamloze vennootschap, abrégé en NV ou nv, est un statut juridique en droit néerlandais, propre au droit des affaires, qui désigne une forme de société de capitaux à risque limité.
Le statut de naamloze vennootschap, son appellation, ainsi que son abréviation NV, se retrouve aux Pays-Bas, en Belgique, au Suriname et dans les Antilles néerlandaises. Il est aussi utilisé en Indonésie, au Curaçao, à Saint-Martin et Aruba.

## Différents types d'entreprises
Le droit commercial néerlandais distingue deux types de sociétés de capitaux à responsabilité limitée :
- Les sociétés à responsabilité limitée anonymes, dites NV (Naamloze vennootschap), similaires aux sociétés anonymes ;
- Les sociétés à responsabilité limitée privées, dites BV[2] (Besloten vennootschap), similaires aux sociétés à responsabilité limitée.

Les principales différences entre une BV et une NV sont le fait que :
- une BV peut être créée avec un capital minimal, libéré, de 18 000 euros, alors que le minimum est de 45 000 euros pour une NV ;
- une NV doit, dans ses statuts, contenir des dispositions relatives à la détermination de la rémunération du président, des directeurs généraux et des autres membres de la direction. L'assemblée générale des actionnaires doit se prononcer sur cette politique, et sur les attributions d'actions ou de stock-options ;
- les actions d'une NV peuvent être cotées ;
- les actions d'une BV ne sont pas librement transférables et le transfert est toujours soumis à une clause d'agrément définie dans les statuts, qui peut prévoir une autorisation préalable d'une assemblée générale des actionnaires, ou d'un autre organe de décision, ou un droit de préférence pour les autres actionnaires.